# Bracken Kearns
Bracken Kearns, född 12 maj 1981, är en kanadensisk professionell ishockeyspelare som tillhör NHL-organisationen New York Islanders och spelar för deras primära samarbetspartner Bridgeport Sound Tigers i American Hockey League (AHL). Han har tidigare spelat på NHL-nivå för Florida Panthers och San Jose Sharks och på lägre nivåer för Cleveland Barons, Milwaukee Admirals, Norfolk Admirals, Rockford IceHogs, San Antonio Rampage och Worcester Sharks i AHL, Toledo Storm och Reading Royals i ECHL och Esbo Blues i Liiga.
Kearns blev aldrig draftad av något lag.